# Comuna Dudarkiv, Borîspil
Dudarkiv (în ucraineană Дударків) este o comună în raionul Borîspil, regiunea Kiev, Ucraina, formată din satele Dudarkiv (reședința) și Zaimîșce.

## Demografie
Componența lingvistică a comunei Dudarkiv
     Ucraineană (97,94%)
     Rusă (2,02%)
Conform recensământului din 2001, majoritatea populației comunei Dudarkiv era vorbitoare de ucraineană (97,94%), existând în minoritate și vorbitori de rusă (2,02%).